# Expansionisme

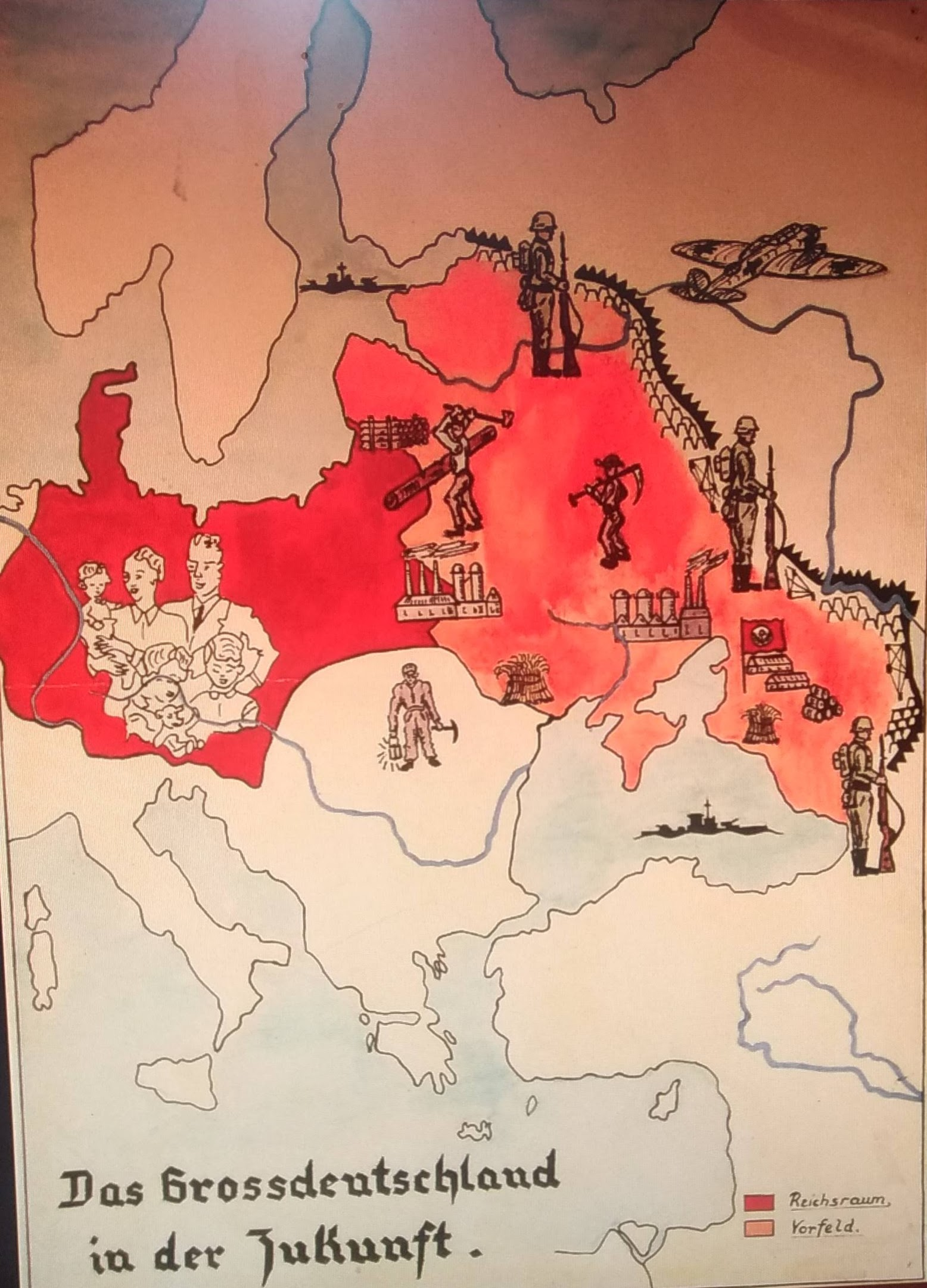
Grenzen van het Groot-Germaanse Rijk zoals voorgesteld op de propagandakaart "Das Grossdeutschland in der Zukunft" (1943) uit het nazi-tijdperk. De kaart toont bezet Oost-Europa als een koloniaal gebied van Nazi-Duitsland

Expansionistisch nationalisme ook bekend als Expansionisme is een agressieve en radicale variant van nationalisme, specifiek van etnisch nationalisme (etnonationalisme). Het omvat een autonoom, verhoogd bewustzijn van de eigen etnische identiteit en sterke patriottische gevoelens, vaak gepaard met diepgewortelde angsten en vijandigheid jegens 'anderen' of buitenlandse volkeren. Daarnaast kenmerkt het zich door een geloof in het vergroten of herstellen van territoria die in het verleden met militaire middelen werden geclaimd. Expansionistisch nationalisme onderscheidt zich van liberaal nationalisme door haar pleidooi voor chauvinisme en racisme, haar geloof in de superioriteit van de eigen natie en dominantie gecombineerd met het exclusieve recht op zelfbeschikking. Niet alle naties worden beschouwd als gelijkwaardig wat betreft hun recht op zelfbeschikking; sommige naties worden geacht eigenschappen of kwaliteiten te bezitten die hen superieur maken aan andere. Expansionistisch nationalisme stelt daarom dat de staat het recht heeft om haar grenzen te vergroten ten koste van haar buurlanden. 
De term werd bedacht in de late negentiende eeuw, toen Europese machten zich overgaven aan de "Wedloop om Afrika", maar is vooral geassocieerd met autoritaire regeringen tijdens de twintigste eeuw, waaronder het fascistische Italië, nazi-Duitsland, het Japanse Keizerrijk, en de landen in Centraal- en Oost-Europa zoals Albanië (Groot-Albanië), Bulgarije (Groot-Bulgarije), Kroatië (Groot-Kroatië), Hongarije (Groot-Hongarije), Roemenië (Groot-Roemenië) en Servië (Groot-Servië).